# 大福 (地名)
大福，舊稱大窟，是台灣宜蘭縣壯圍鄉的一個傳統地域名稱，位於該鄉東北部。相較於今日行政區，其範圍大致為包括大福村、新社村東部。

## 歷史
台灣清治末期，大福地區為一街庄，稱為「大福庄」，隸屬於頭圍堡。該庄東臨太平洋，南與三塊厝庄、古亭笨庄為鄰，西邊為新發庄、塭底庄，北邊為三抱竹庄。
1901年（日治明治三十四年）11月，廢縣廳改設二十廳，該庄隸屬於宜蘭廳，編入第五區。1905年（明治三十八年）7月，第五區改名「頭圍區」。1909年（明治四十二年）10月，合併二十廳為十二廳，該庄仍隸屬於宜蘭廳。1920年（大正九年），廢十二廳改設五州二廳，該庄改制為「大福」大字，隸屬於臺北州宜蘭郡壯圍庄，大字下有「大福」、「社頭」小字名。

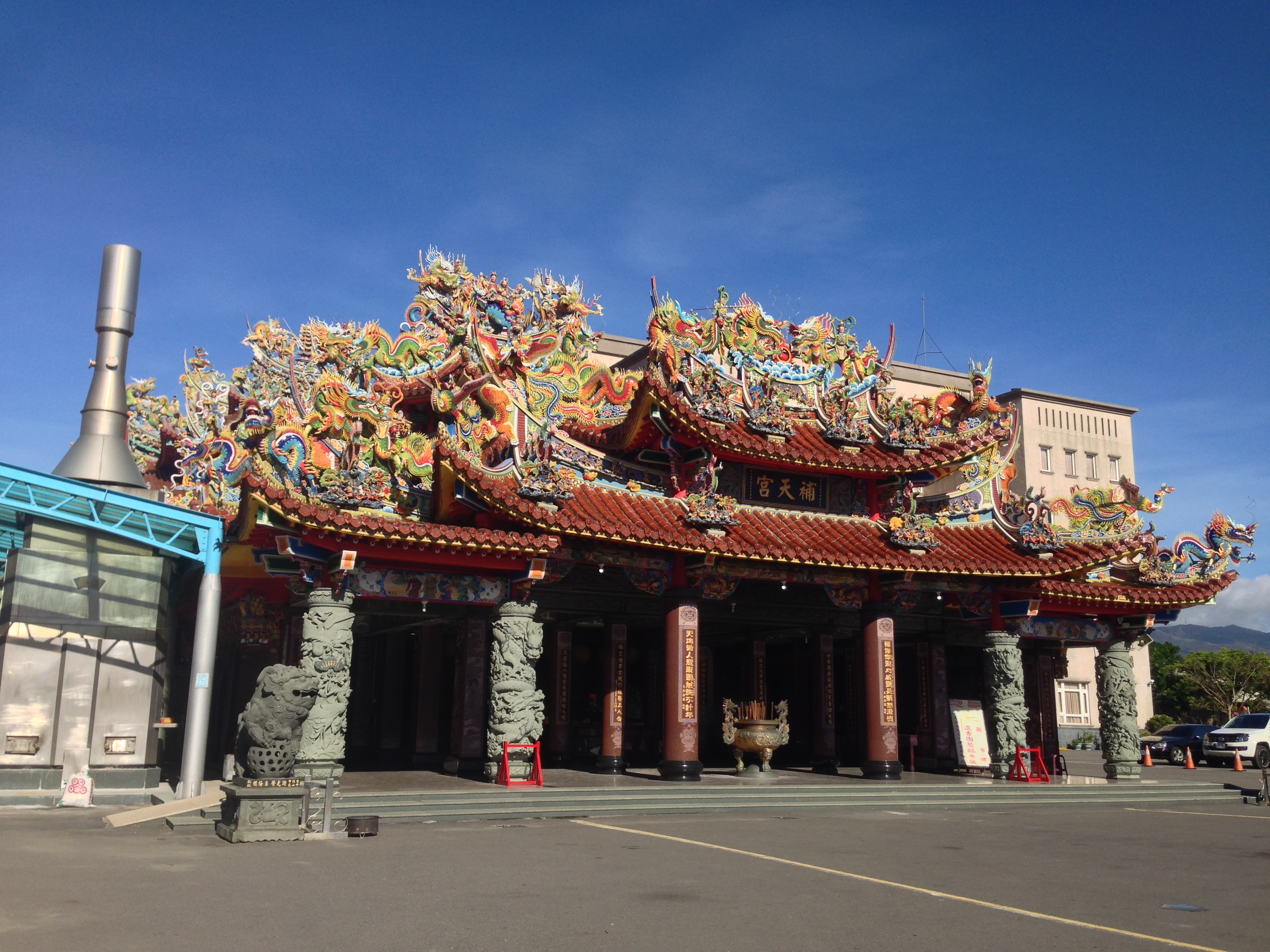
大福補天宮

戰後壯圍庄改制為壯圍鄉，隸屬於臺北縣，大字亦改制為村。1950年10月，北、基、宜分治，壯圍鄉改隸屬於宜蘭縣。

## 聚落
本地區發展較早的聚落有大福、哆囉美遠社、社頭等，在日治期初期的官方地圖上已有記載。此外，本地區尚有上大福、社尾等聚落。

## 交通
省道台2線是台灣濱海公路系統之一，其中基隆至蘇澳路段又稱為「北部濱海公路」，大致以縱向經過大福地區。由該道路向北可前往頭城、貢寮、瑞芳等地，向南可前往五結、蘇澳等地。
縣道192號是礁溪龍潭至大福的道路，其東側端點位於本地區北部省道台2線路口。由此向西南出境後可前往土圍、五間、辛子罕、一結南部、龍潭並止於梅洲二路路口。
鄉道宜9線是社頭至南興的道路，其東側端點位於本地區南部省道台2線路口。由此向西南西出境後轉西南可前往古亭、功勞、壯六西北部、壯圍市區、美福、南興並止於鄉道宜16線路口。

## 學校
- 大福國小

## 廟宇
- 大福補天宮（女媧廟）